# A&G 超RADIO SHOW〜アニスパ!〜
『A&G 超RADIO SHOW〜アニスパ!〜』（エーアンドジー スーパーレディオショー アニスパ）は、2004年4月3日から2015年3月28日まで、文化放送ほかで土曜日の21時台より生放送していたラジオ番組。

## 概要
鷲崎健と浅野真澄がパーソナリティを務め、文化放送第1スタジオから生放送するラジオ番組である。文化放送の平成時代のアニラジ（同局ではA&Gゾーンと呼称する）を代表する看板番組の一つであり、2004年3月27日まで文化放送の同じ放送時間枠で放送されていた『超機動放送アニゲマスター』の後継番組にあたる。『A&Gメディアステーション こむちゃっとカウントダウン』とともに、文化放送土曜夜の枠を占めていた。
番組の前身はBSQRで放送されていた『浅野真澄のスパラジ!』で、引き続き主にアニメ・ゲームの最新情報を提供する内容である。生放送の合間に、複数のミニ番組（下記「フロート番組」の項を参照）も流された。
浅野と鷲崎によるトーク番組に近いアニラジで、特に浅野の暴言・放言、それに対する鷲崎の鋭いツッコミで人気を博していた。この為本番組はパーソナリティによるフリートーク（アニメやゲームとは関係がない傾向が強い）が大きな位置を占めているという特徴もあった。ただし、野球中継延長による放送開始時刻の遅延が発生する場合はこの部分は削られることが多かった。
2006年2月25日に放送100回、2008年1月26日に放送200回、2009年12月26日に放送300回、2011年12月3日に放送400回、2013年11月2日に放送500回を達成した。
2007年の聴取率調査では10 - 30代男性・男女学生等から首都圏第1位の聴取率を得ている事が分かった。特に2007年10月度調査で、10代男性の占有率が21時台で95.8%、22時台で100%という驚異的な記録を達成している。これはその時間帯にラジオをつけていた10代男性の調査モニターのほぼ全員がアニスパを聴いていた事を示しており、占有率100%は極めて異例の事でもある。その理由について番組編成部長は、ゲストが人気声優の平野綾だった点や、リスナー層が広がっている可能性を指摘している。また、2008年11月13日付の読売新聞夕刊「ラジオBANG!」で「アニスパ!」が取り上げられた。
2014年12月6日の放送内で、2015年3月28日をもって番組終了を発表し、同日、第573回目の放送をもって、11年の番組の歴史に幕を閉じた。
レギュラー放送終了後も、リスナーから「もう一度聴きたい」という要望が数多く寄せられていることから、文化放送の開局70周年記念特別番組として2021年9月9日19:00 - 21:00に、6年5ヶ月ぶりに一夜限りの復活を果たした。

## 放送時間
地上波放送は、ナイター期間中（4月 - 9月）は全編関東ローカル、ナイターオフ期間中（10月 - 3月）は21時台のみ一部NRN系列局ネット・22時台は関東ローカルの放送となる。
超!A&G+は、2010年度までは東京地区を放送対象地域としたデジタルラジオ放送を行っており、放送対象地域外であってもインターネット同時配信が行われていたが、放送事業者ではなくなった2011年度以降はインターネット配信のみに移行した。
ナイターオフ期間中においては、毎週21時台の最後には降りコメントとして、「（ネット局の県名）よ、また来週ー」のコメントが入る。
JRN・NRNクロスネットの地方局は、TBSラジオの裏番組『明日へのエール〜ことばにのせて〜』をネットする傾向にあり、本番組をネットする地方局は『明日へのエール』の方を時差ネットとしている。また高知放送は、2010年よりナイター期間中の『文化放送ホームランナイター』もネットしており、通年で土曜21時台をNRNネットとしていたが、『アニスパ』の終了を以って土曜21時台のNRNネットを事実上取りやめている。

### 放送局・配信元
| 放送対象地域 | 放送局                | 系列                   | 放送時間                 | 放送期間 |
| ------------ | --------------------- | ---------------------- | ------------------------ | --- |
| 関東広域圏   | 文化放送（QR） 制作局 | NRN                    | 毎週土曜日 21:00 - 23:00 | 2004年4月3日 - 2015年3月28日 |
| 山梨県       | 山梨放送（YBS）       | JRN/NRN クロスネット局 | 毎週土曜日 21:00 - 22:00 | 2010年10月9日 - 2011年3月25日 2011年10月8日 - 2012年3月31日 2012年10月6日 - 2013年3月30日 2013年10月5日 - 2014年3月29日 2014年10月4日 - 2015年3月28日 |
| 高知県       | 高知放送（RKC）       | JRN/NRN クロスネット局 | 毎週土曜日 21:00 - 22:00 | 2010年10月9日 - 2011年3月25日 2011年10月8日 - 2012年3月31日 2012年10月6日 - 2013年3月30日 2013年10月5日 - 2014年3月29日 2014年10月4日 - 2015年3月28日 |

インターネット配信
| 配信元  | 配信時間                 | 配信期間                     |
| ------- | ------------------------ | ---------------------------- |
| 超!A&G+ | 毎週土曜日 21:00 - 23:00 | 2011年4月2日 - 2015年3月28日 |

### 過去のネット局
| 放送対象地域                           | 放送局            | 系列                   | 放送時間                                                               | 放送期間 |
| -------------------------------------- | ----------------- | ---------------------- | ---------------------------------------------------------------------- | --- |
| 全国放送 （BSデジタル）                | BSQR              | --                     | 毎週土曜日 21:00 - 23:00                                               | 2004年4月3日 - 2006年3月25日 |
| 岩手県                                 | IBC岩手放送       | JRN/NRN クロスネット局 | 毎週土曜日 21:00 - 22:00                                               | 2009年10月10日 - 2010年4月3日 |
| 秋田県                                 | 秋田放送（ABS）   | JRN/NRN クロスネット局 | 毎週土曜日 21:00 - 22:00                                               | 2008年10月4日 - 2009年4月4日 2009年10月10日 - 2010年4月3日 2010年10月9日 - 2011年3月26日                                                                                           |
| 山形県                                 | 山形放送（YBC）   | JRN/NRN クロスネット局 | 毎週土曜日 21:00 - 22:00                                               | 2010年10月9日 - 2011年3月26日 |
| 福島県                                 | ラジオ福島（rfc） | JRN/NRN クロスネット局 | 毎週土曜日 21:00 - 22:00                                               | 2005年10月8日 - 2006年3月25日 2006年10月7日 - 2007年3月31日 2007年10月6日 - 2008年3月29日 2010年10月9日 - 2011年3月5日 2011年10月8日 - 2012年3月31日 2012年10月6日 - 2013年3月30日 |
| 茨城県                                 | 茨城放送（IBS）   | NRN                    | 毎週土曜日 21:00 - 22:00                                               | 2005年10月8日 - 2006年4月1日 2007年10月6日 - 2008年3月29日 2008年10月4日 - 2009年4月4日                                                                                            |
| 石川県                                 | 北陸放送（MRO）   | JRN/NRN クロスネット局 | 毎週土曜日 21:00 - 22:00                                               | 2005年10月8日 - 2006年3月25日 |
| 山口県                                 | 山口放送（KRY）   | JRN/NRN クロスネット局 | 毎週土曜日 21:00 - 22:00                                               | 2012年10月6日 - 2013年3月30日 2013年10月5日 - 2014年3月29日 |
| 徳島県                                 | 四国放送（JRT）   | JRN/NRN クロスネット局 | 毎週土曜日 21:00 - 22:00                                               | 2004年10月2日 - 2005年3月26日 |
| 佐賀県                                 | NBCラジオ佐賀     | JRN/NRN クロスネット局 | 毎週土曜日 21:00 - 22:00                                               | 2007年10月6日 - 2008年3月29日 2008年10月4日 - 2009年3月27日 2009年10月10日 - 2010年4月3日                                                                                          |
| 長崎県                                 | 長崎放送（NBC）   | JRN/NRN クロスネット局 | 毎週土曜日 21:00 - 22:00                                               | 2007年10月6日 - 2008年3月29日 2008年10月4日 - 2009年3月27日 2009年10月10日 - 2010年4月3日                                                                                          |
| 沖縄県                                 | ラジオ沖縄（ROK） | NRN                    | 毎週土曜日 21:00 - 22:00                                               | 2005年10月8日 - 2006年4月1日 |
| 東京都 神奈川県 埼玉県 千葉県 一部地域 | 超!A&G+           | デジタルラジオ放送     | 毎週土曜日 21:00 - 23:00（再放送）毎週日曜日 6:00 - 8:00 16:00 - 18:00 | 2007年9月8日 - 2011年3月26日（再放送）2007年9月8日 - 2011年3月27日 |
| 東京都 神奈川県 埼玉県 千葉県 一部地域 | 文化放送プラス    | デジタルラジオ放送     | 毎週土曜日 21:00 - 23:00                                               | 2008年10月4日 - 2011年3月26日 |

## 主要コーナー
下記の時間は概ねの目安
| 21時台                | 21時台                     | 21時台 |
| --------------------- | -------------------------- | --- |
| 21:00 野球中継 終了後 | オープニング               | オープニングテーマと番組のタイトルコールから始まり、鷲崎と浅野がフリートークを展開後、今夜のメニュー紹介と22時台「アニスパ企画室」のメールテーマ発表。 放送開始時間繰り下げに伴う時間変更、フロート番組の休止がある場合、ここで案内。 |
| 21:15                 | 文化放送 A&Gからのおしらせ | 文化放送A&Gからの番組・イベント・関連商品情報を告知。 |
| 21:15                 | アニスパ経済特区（不定期） | 声優・アニソンアーティストによるイベントの番組先行予約を行うコーナー。 イベントの詳細を紹介後、受付電話番号発表、鷲崎・浅野の「受付スタート」の掛け声で先行予約開始。 |
| 21:20                 | フロート番組（21時台前半） | 野球延長による20分未満の短縮放送時は時間変更。20分以上の短縮放送時は休止。 主にフロート番組自体が無い場合は、フリートーク・ふつおた紹介。 |
| 21:30                 | 一撃!A&G                   | 毎週1つのトピックスを元に掘り下げたり、話題のゲストが登場するコーナー。ナイターオフシーズンを中心に実施。ふつおたを拡大する場合もある なお、ナイター中継による放送開始時間繰り下げに伴う時間変更がない放送回でも、ナイターオフ同様に行う。 |
| 21:45                 | フロート番組（21時台後半） | 野球延長による50分以上の短縮放送時は時間変更または休止。 |
| 21:55                 | 21時台エンディング         | 翌日曜日に開催されるアニメ系イベントの関連楽曲（イベント出演声優・アーティストの楽曲等）を紹介後、時間までふつおた・「一撃!A&G」感想を紹介。 「この後、○○（「アニスパ企画室」出演ゲスト）が登場!お楽しみに!」で締める。 ナイターオフシーズンはここがネット局の飛び降りポイントであるため、「○○（ネット局の都道府県）よ!また来週〜」の降りコメントが入る。 |
| 21:59                 | スポットCM                 | |
| 22時台                |                            | |
| 22:00                 | 22時台オープニング         | 再び、オープニングテーマのあと再びタイトルコール、ふつおた・フリートーク後、22時台「アニスパ企画室」の予告・メールテーマ再発表。 「アニスパ!経済特区」実施時は受付電話番号告知も行う。22:00開始の際は、時間変更、フロート番組休止告知。 アニスパ!からのお知らせ（不定期） 映画・イベント告知を兼ねたプレゼントコーナー。読み上げは浅野が担当。            |
| 22:03                 | フロート番組（22時台前半） | 野球延長による50分以上の短縮放送時は時間変更または休止。 |
| 22:10                 | 今月のA&Gパワープレイ      | |
| 22:15                 | アニスパ企画室             | 声優、アーティストのゲストを招いて、作品紹介や話題のアニメ・ゲーム最新情報を伝える特集企画コーナー。 野球中継による番組短縮時、フロート番組（21時台後半）放送のため、時間変更・コーナー枠短縮の場合あり。 |
| 22:40                 | フロート番組（22時台後半） | 野球延長による50分以上の短縮放送時は時間変更または休止。 |
| 22:50                 | エンディング               | エンディングテーマに乗せて次週の予告と後続の「A&Gメディアステーション こむちゃっとカウントダウン」のゲスト情報。 その後時間の許す限りふつおたと「アニスパ企画室」の感想メールを紹介。挨拶後、フェードアウト。ここまでが番組本編。 |
| 22:58                 | A&G Dream Push!            | ヘヴィー・ローテーションの形で、アニソン、あるいはA&Gの類の新曲を紹介する。 |
| 22:59                 | ステーションブレイク       | |

### 最終回時のフロート番組
フロート番組のスポンサーCMは21時台は文化放送のみでネット局と超!A&G+は差し替えとなる。22時台は超!A&G+でもスポンサーCMが流れる。
- 21時台前半 - 加藤英美里・田中美海のとら娘（こ）れでぃお（2015年1月3日 - 2015年3月28日）（加藤英美里、田中美海） - マーベラス提供
- 21時台後半 - カドまる情報局（2009年10月10日 - 2015年3月28日[24]）（野水伊織、河本啓佑[25]） - KADOKAWA提供
- 22時台前半 - 鷲崎健のアゴヒゲ屋（2012年5月5日 - 2015年3月28日）（鷲崎健） - バンプレスト提供 出演ゲスト
- 22時台後半 - 雪印メグミルク Presents 竹達彩奈 ゆきこたんのMilk&Coffee Time（2015年1月3日 - 2015年3月28日）（竹達彩奈）

## 不定期・終了したコーナー、フロート番組

### 不定期コーナー
- アニスパ!ニュースデスク

最近一週間に起きた、A&G系ニュースを編集キャップ・鷲崎と駆け出し記者・浅野が紹介するコーナー。元々は2008年6月7日から2010年4月3日にかけて読売新聞提供で放送された22時台前半のフロート番組。当時はA&Gニュース紹介に加えてリスナーから寄せられた面白ニュース用語解説を紹介し、優秀な面白解説は「スクープ解説賞」として読売新聞の夕刊に掲載されていたアニスパ!の番宣広告で紹介された。フロート番組として終了した後は『一撃!A&G』・『アニスパ企画室』に替わって行われたり、フロート番組がない際のつなぎで放送されるなど、不定期に行われるようになった。

### 終了コーナー
- モバイルバトル 略してモバちゃん（2004年4月3日 - 2009年11月28日）

2006年7月1日放送の第118回までは、番組冒頭にA&Gに関する時事ネタに対しリスナーから意見を4択で求め、番組途中や最後でリスナーからの意見を紹介していた。
2006年7月8日放送の第119回からは、浅野と鷲崎が番組のラストに簡単なゲームで勝負した。勝負のお題は番組冒頭で発表され、リスナーに結果を予想させた。原則として1番：鷲崎の勝利、 2番：浅野の勝利、3番：引き分け、4番：残念ながら対決なし（時間が押してコーナーが中止された場合）の4択。鷲崎の代わりにゲストと浅野が対決することもあった。
投票が当たったリスナーには1ポイントが与えられ、50ポイントを獲得するとスタジオ見学に招待される特典が手に入り、実際に2009年12月26日放送分の放送300回記念に招待された。
- 先週のこむちゃベスト3（2004年4月3日 - 4月24日）
- アニスパ神社（2005年1月8日 - 3月26日）
- BLEACHお知らせコーナー（2005年7月9日 - 8月27日）（森田成一、浅野真澄）
- 超!アニメロSTATION（2007年1月6日 - 4月28日） - 箱番組からコーナーに変更
- アニスパ!アベンジャーズラボ（2012年4月28日、5月26日、6月30日、7月28日）

22時前半のフロート番組枠に月一回放送。映画「アベンジャーズ」を研究する研究所の所長・鷲崎と研究員・浅野が、映画「アベンジャーズ」について紹介するコーナー。日本語吹替版に出演する声優からのメッセージや、リスナーから寄せられた「こんなアベンジャーズはヤダ!」など大喜利のようなことを行った。
- アニメの名台詞は世界一 - リスナーから寄せられた日常で使えるアニメの名台詞を紹介する。2013年度の21時台野球中継了時や野球中継がない日の「一撃!A&G」で実施
- 這いよる混沌マイルーム - 公式アカウントと連動させながら、リスナーから寄せられた部屋の画像を紹介する。2013年度の21時台野球中継了時や野球中継がない日の「一撃!A&G」で実施

### フロート番組

#### 21時台前半
- 喜多村英梨の超ラジ!+（2007年10月6日 - 2008年1月12日）（喜多村英梨）
- R*Lラジオシアター・八畳より愛をこめて（2008年1月19日 - 3月29日）（R*L（かかずゆみ、豊口めぐみ、折笠富美子））
- 井口裕香の超ラジ!Girls 広報部（2008年4月5日 - 5月3日）（井口裕香）
- 伊藤かな恵の超ラジ!Girls to LINK（2008年5月10日 - 5月31日）（伊藤かな恵）
- 明坂聡美の超ラジ!Girls とかすた（2008年6月7日 - 6月28日）（明坂聡美）
- 三瓶由布子の超ラジ!Girls 大将学（2008年7月12日 - 7月26日）（三瓶由布子）
- 豊崎愛生の超ラジ!Girls 夏のあきまつり（2008年8月2日 - 8月30日）（豊崎愛生）
- 下田麻美の超ラジ!Girls あさぽんマニュアル（2008年10月4日 - 10月25日）（下田麻美）
- 伊藤かな恵の超ラジ!Girls 超常識研究会（2008年11月15日 - 11月29日）（伊藤かな恵）
- たかはし智秋のヤッターマンナビだコロン!（2009年2月7日 - 3月7日）（たかはし智秋、鷲崎と浅野のどちらか）
- with voicei（2009年12月5日 - 12月26日）（タイナカサチ、愛未）
- .hack//Link Radio 2人じゃないと（2010年2月6日 - 2月27日）（三瓶由布子、小清水亜美）
- LINKAGE（リンケージ）（2010年3月6日 - 3月27日）（川田まみ）
- TOYOTA presents アニスパ!ジオニックトヨタ新入社員奮闘記（2013年3月9日 - 3月30日）（浅野真澄、鷲崎健）
- ゆいかおりの実♪AM（2013年10月5日 - 2013年12月28日）（ゆいかおり）
- SKYLOCK RADIO -神々と運命の下野紘（2014年11月8日 - 12月27日）（下野紘） - gloops提供

#### 21時台後半
- 嘉陽愛子 集合mode（2004年4月3日[26] - 2005年4月30日）（嘉陽愛子、古本新之輔）
- avex presents 茅原実里のいけないラジオ（2005年5月7日 - 2007年3月31日）（茅原実里） - avex mode提供
- avex presents 桃井はるこのフムフムRADIO（2007年4月7日 - 2008年3月29日）（桃井はるこ、橋本まい） - エイベックス・マーケティング提供
- portamento（2008年3月1日 - 3月29日）（川田まみ）
- 花澤香菜のやっぱりここでいいのかな?（2008年9月6日 - 10月25日）（花澤香菜）
- 「PSI-missing」（2008年11月1日 - 11月29日）（川田まみ）
- 三瓶由布子の超ラジ!Girls 大将リターンズ!（2008年12月6日 - 12月27日）（三瓶由布子）
- 明坂聡美の超ラジ!Girls AKEDEN（2009年1月3日 - 1月31日 ）（明坂聡美）
- 井口裕香の超ラジ!Girls おとなチャレンジ（2009年2月7日 - 2月28日）（井口裕香）
- 戸松遥のハルコレ（2009年3月7日 - 5月16日[27]）（戸松遥）
- スフィアのととモノらじお（2009年5月23日 - 7月18日）（sphere） - アクワイア提供
- 小林ゆうの（仮）〜アニスパお憑依計画〜（2009年7月25日 - 8月15日）（小林ゆう）
- 祭りだ!祭りだ!ランティス祭りだ!（2009年8月22日 - 9月19日）（遠藤正明、橋本みゆき）

#### 22時台前半
- 魔法のチャームポイント（2004年4月3日 - 2005年4月2日）（諏訪部順一・他）[28]
- 川本成・井ノ上奈々の二人はいきなり!（2005年4月9日 - 2006年4月1日）（川本成、井ノ上奈々）
- にじちぅ?にCHU☆（2006年1月7日 - 3月25日）（千葉紗子）
- アニサマSTATION（2006年4月8日 - 9月30日）（奥井雅美、栗林みな実） - Animelo Summer Live 2007の関連番組
- 超!アニメロSTATION（2006年10月14日 - 12月30日）（浅野真澄、鷲崎健）
- 超アニ! EXTEND（2007年5月5日 - 6月30日） （小野坂昌也、板東愛） - 超!アニメロ（dwango）提供
- ひぐらしのなく頃に解〜夜更し編〜（2007年7月7日 - 9月29日）（中原麻衣）
- 藤原啓治のそうさなあ（2007年10月6日 - 11月3日）（藤原啓治） - 超!アニメロ提供
- 電撃カウントダウン（2007年11月10日 - 11月24日）（森田成一、秋山莉奈）
- ぷちどっとあい・豊崎愛生の冬のあきまつり（2007年12月7日 - 12月28日）（豊崎愛生）
- 杉田智和の体に付くものって何で美味しいんだろう?（2008年1月12日 - 2月2日）（杉田智和） - 超!アニメロ提供
- 花澤香菜のここでいいのかな?（2008年2月9日 - 2月23日）（花澤香菜）
- 金田朋子のミニミニミクロ電子幼稚園（2008年2月2日 -5月3日）（金田朋子、今野要子）
- 神様のパズル アニスパ宣伝部（2008年5月10日 -5月31日）（浅野真澄、鷲崎健）
- アニスパ!ニュースデスク（2008年6月7日 - 2010年4月3日）（浅野真澄、鷲崎健） - 読売新聞提供
- 週刊ETU通信（2010年4月11日 - 7月31日）（浅野真澄、鷲崎健） - ポニーキャニオン提供
- YUのCrush RADIO!（2010年8月7日 - 28日）（YU（Crush Tears））
- みんなで響き合うラジオ 『uni.ラジ』（2010年9月10日 -10月2日）（伊瀬茉莉也、かないみか、春夏ひとみ） - CIRCUS提供。 ※「桜刻館淑女録」のコーナーのみ放送
- 探偵オペラ ミルキィホームズ 明智小衣の取調室（2010年10月9日 - 2011年4月2日）（南條愛乃） - ブシロード提供
- 豊崎愛生のおからじ!（2011年4月9日 - 4月30日）（豊崎愛生）
- JASRAC 音楽著作権講座（2011年7月9日 - 7月30日）（浅野真澄、鷲崎健） - JASRAC提供
- スクウェア・エニックス Presents アニゲラ!スギタ!LOV!（2011年12月17日 - 2012年1月14日）（杉田智和、SP田中、fan114、男AGRS）
- プレミアムバンダイ presents 鷲崎健のお話トレジャーボックス（2012年3月17日 - 4月21日）（鷲崎健）

#### 22時台後半
- 店長候補生 超電波HYPER WAVE!（2004年4月3日 - 2007年3月31日）（岩田光央、皆川純子、小林沙苗、朴璐美、斎賀みつき、小杉十郎太、長沢美樹） - アニメイト「アニメ店長」の関連番組
- 下級生はらいむいろ（2004年11月6日 - 2005年3月26日、BSQRも2005年4月終了）（河原木志穂、中島沙樹、門脇舞、水野愛日）
- 彩菜&健 アニバラード（2006年11月4日 - 2007年3月31日）（彩菜、鷲崎健） - 明治乳業提供
- 木村まどか 地球と月のかけら （2007年4月7日 - 9月29日）（木村まどか） - マリン・エンタテインメント提供
- 茅原実里のあなたとContact（2007年10月6日 - 10月27日）（茅原実里） - ランティス提供
- 新谷良子のBambi Pop World（2007年11月3日 - 11月24日）（新谷良子） - ランティス提供
- JAM Project Power of Noborder（2007年12月7日 - 2008年1月5日）（JAM Project） - ランティス提供
- Web喫茶yozurino〜アニスパ!出張所（2008年1月5日 - 1月26日）（yozurino*（yozuca*、rino）） - ランティス提供
- 藤田咲の音がナル箱庭（2008年4月5日 - 2009年3月29日）（藤田咲） - コナミ提供
- 文化学院 presents 榎本温子の声優・文化研究所（2009年4月11日 - 2011年4月2日）（榎本温子、文化学院 演劇・声優コース学生）
- 土曜2h（2011年4月9日 - 7月23日）（azusa、南里侑香、吉田仁美、黒崎真音＜パーソナリティは1週ずつ交代＞）
- Lady Go!! Saturday（2011年8月6日 - 2012年3月31日）（三上枝織、小松未可子、大久保瑠美、高森奈津美、寺本來可、上坂すみれ＜パーソナリティは1週ずつ交代＞[29]）
- ととモノ。ラジオ（2012年5月5日 - 2012年8月4日）（佐藤聡美、大亀あすか、野水伊織） - アクワイア提供
- アニスパ! 宇宙刑事ギャバン取調室（2012年10月6日 - 2012年10月27日）（浅野真澄、鷲崎健） - 宇宙刑事ギャバン THE MOVIE提供
- ゆいかおりの実♪AM（2012年11月10日 - 2013年9月28日、2014年1月4日 - 2014年3月29日）（ゆいかおり）
- ロッテのど飴presents 乗り込め!あさのタクシー（2013年10月5日 - 2013年12月28日）（浅野真澄） 出演ゲスト
- ドラゴンスピーチ presents 小松未可子のドラドラナイト（2014年4月5日 - 2014年6月28日 ）（小松未可子）
- 久保ユリカがアニスパでしゃべるなんて胃が痛い。（2014年7月5日 - 2014年9月27日 ）（久保ユリカ）
- Radio Cross Returns（2014年10月4日 - 12月27日）（矢作紗友里） - サイバーエージェント・クラウドファンディング「Makuake」提供 出演ゲスト
- 雪印メグミルク Presents 竹達彩奈 ゆきこたんのMilk&Coffee Time[30]（2015年1月3日 - 3月28日） - 雪印メグミルク提供

### 特別番組
- (有)チェリーベル（2004年5月8日）（櫻井孝宏、鈴村健一、松来未祐） - 2004年4月17日放送のA&G番組宣伝20秒バトルの優勝賞品
- 堀江由衣の天使のたまご（2005年1月22日）（堀江由衣） - 2004年12月18日放送の第2回A&G番組宣伝バトルの優勝賞品

## エピソード・アクシデント

### 浅野真澄
- 2006年3月11日放送分は浅野が所属するユニットAice5のイベントが神戸だった関係でラジオ関西と中継を結んで放送した。なおラジオ関西は1978年にNRNを脱退している[31]。
- 第1回声優アワードにおいて当番組を元に浅野がベストパーソナリティー賞を受賞する。
- 毎週放送の前に鷲崎や番組スタッフに声優業界の裏情報をトークすることが多い（通称「週刊浅野ランド」）。話の内容は基本、放送中には言われないが、鷲崎はジングルで「本番前が一番面白い」と発言しており、笑いの発作が治まらないまま番組が始まってしまったこともある。

### 鷲崎健
- 2006年1月21日の放送分で当日行われていた水樹奈々のライブに客として行っており会場からの移動の為に前半7分程タクシーの中から電話で放送を行った。(2009年9月5日の放送で、これはハプニングではなく、初めから電話で放送する事が実は決まっていたと披露されている。)

### パーソナリティの欠席

#### 浅野の欠席
- 2005年1月1日放送分はイタリア旅行のために休み、この回のピンチヒッターは金田朋子が務めた。その様子は「金田朋子の初日の出暴走」として後に語り継がれている。
- 2005年4月2日放送分は腰痛で入院していたために休み、この回のピンチヒッターは清水香里が務めた。その清水は「下ネタNo.1声優」小野坂昌也の下で鍛えられていたため、浅野に負けず劣らずのテンションで見事代理を務め上げた。この放送がきっかけで鷲崎と清水の合同のイベント「わしみず」が行われる事となった。
- 2007年3月24日放送分はインフルエンザで休み、この回のピンチヒッターは当日東京アニメフェア文化放送ブースに参加していた飯塚雅弓が務めた。飯塚は鷲崎同様『Voice of A&G Digital 超ラジ!』で番組を持っており、二人がパーソナリティのラジオ『Voice of A&G 超ラジ!AM』の収録開始の直前だった。
- 2009年1月24日放送分もインフルエンザで休み、この回のピンチヒッターは鷲崎と諏訪の推薦で阿澄佳奈が務めた[32]。ちなみに諏訪に浅野がインフルエンザだと知らされたのは前日であり、さらに阿澄がブッキングされたのは前夜だった。その後2009年6月13日放送分で阿澄がゲストで出演した際、浅野は「アニスパ流の最高級のおもてなし」をすると称し、番組開始から下ネタやドッキリ等を織り交ぜひたすら弄り倒した。その結果、「浅野さんなんか声優業界からいなくなっちゃえばいいんだ！」「浅野さん、大っ嫌い！」「（鷲崎に「また来てね」と言われ）浅野さんいなかったら来ます！」など阿澄から数々の暴言が浅野に向かって飛ぶこととなった。

#### 鷲崎の欠席
- 2009年10月31日放送分は風邪による体調不良で休み、この回のピンチヒッターはK太郎が務めた。実は放送直前まで文化放送にいたのだが、体力の限界が来たことと万が一インフルエンザだった場合当日ゲストの超ラジ!Girlsに感染するということを危惧して休んだ、とのこと[33]。翌週の放送で復活した際、番組欠席決定後、文化放送近くの病院に行ったとき、診察を受けた医師からアニスパリスナーであることを告白されたことを回想していた。

### ゲスト関連
- 2006年2月18日放送分は22時台のゲストに清水愛を呼ぶ予定だったが、仕事の都合でスタジオ到着が開始時刻までに間に合わず電話での出演となった。結局時間内に到着することが無理となったため電話出演も早めに終了し、時間が大量に余ってしまい、昭和ネタで残りの時間をつないだ。
- 2007年より始まった声優アワードの受賞日が放送日に重なることもあり、当日は主演男優・女優賞・ベストパーソナリティ賞の受賞者を招いたり、その他の受賞者の録音メッセージを流している。
- 2006年10月から2007年3月にかけて前の枠で放送されていた『斉藤一美 ラジオかぶりつき』が始まってから、オープニングトークが斉藤一美の前フリに答えるものとなることが多く（斉藤の発言にキレる浅野を鷲崎がなだめる的なものが多い）、「こむちゃよりも交流がある」とのことだった。そして2007年3月10日の放送では、浅野の「斉藤は野球バカ」発言を発端に斉藤と仁井聡子が乱入する一幕があり、このときの縁で2009年5月9日の放送で斉藤がゲストとして登場した。
- 出演予定であったゲストが体調不良によりゲストに来られない事があった。2007年6月16日放送分はゲストに宮野真守を予定していたが、当日宮野が風邪で来られなくなったため、急遽翌週のゲストに予定していた鹿野優以を繰り上げ出演させ宮野は翌週の出演となった。2008年2月2日放送分はみなみけ特集で井上麻里奈と茅原実里がゲストの予定だったが、井上が風邪で来られなくなったために同じくみなみけに出演している小野大輔が急遽代わりに来る事になった。2015年2月28日放送分はゲストに森久保祥太郎を予定していたが、当日森久保が体調不良で来られなくなったため、急遽新谷良子がゲストになった。
- 2008年から、年の最初の放送において、ゲッターズ飯田をゲストに呼び、パーソナリティや番組スタッフ、番組が選んだ声優のその年の運勢を占っている。ただし2012年分は2011年の最終放送回（12月31日）に行われた。
- 2008年3月15日放送分では、小杉十郎太がトークで大暴走し、浅野・鷲崎によるツッコミの嵐となった。時間も予定を超えてコーナーひとつが中止になったが、その状況に困り果てた野中藍に入れ知恵をし「しばくぞ!」などの発言を引き出すことができた[34]。
- 2009年2月21日放送分ではオープニングで、見学に来ていた畑健二郎を半強制的に参加させ、畑は鷲崎を名乗り司会を進行し、当の鷲崎は畑の後ろに座り、畑に喋る内容の指示を出す、という変わった形のオープニングになった。
- 2009年12月12日放送分の「アニスパ!ニュースデスク」内にてコボちゃんの原作者植田まさしが録音出演し、作中内の舞台となる田畑家の第2子誕生について言及した。この録音出演の内容はORICON STYLE等でニュース記事として取り上げられた[35]。またこのニュース記事の内容についても翌週分の「アニスパ!ニュースデスク」内にて改めて取り上げられている。
- 2010年1月30日放送分のオープニングで鷲崎が髭男爵のトークライブにゲスト出演することが分かり、どうせなら告知して貰おうということで、この直前まで放送していた『髭男爵 山田ルイ53世のルネッサンスラジオ』のパーソナリティ、山田ルイ53世を呼び出した。当の山田はスタジオに入るなり「R-1落ちたわー!」「こんなテンションで言えるかー!」などと叫んでいた。余談だが、2009年10月10日（枠移動&生放送化した日）には浅野と鷲崎が「ルネッサンス〜」に出演している。
- 2010年4月3日放送分の開始前に、この日で地上波での放送が最終回を迎えた『髭男爵 山田ルイ53世のルネッサンスラジオ』に浅野と鷲崎が放送時間残り5秒で乱入。この流れでそのまま「ルネッサンス〜」のパーソナリティである山田がアニスパ冒頭に乱入し、浅野に「この金の亡者が」などと叫んで帰って行った。これに対し浅野は「デブ」と言って応戦した。
- 2012年頃から、アニスパリスナーかつ、アニメ・ゲームとはあまり関係ないジャンルで有名な人物がゲストとして呼ばれている。きっかけは2012年1月7日放送分で、浅野と交友のある陸上の柏原竜二がゲストとして来たことで、その後2012年2月4日放送分には前の枠で放送された『電人★GA部ぅ〜』のゲストとして来ていたクイズ王の大美賀祐貴が出演している。両者とも出演当時大学生だったことから『ある筋で有名な大学生アニスパリスナーを番組に出演させよう』という動きが生まれつつある。また文化放送のスポーツ部がアニスパリスナーで有名な人物を「接待」としてスタジオ見学に招くこともあり、2012年5月5日放送分には陸上の梶原有高がスタジオ見学に来ていた。

### 放送事故
- 2008年9月20日放送分において、フロート番組の「花澤香菜のやっぱりここでいいのかな?」が先週放送された物が放送されてしまうという放送事故が起きた。超!A&G+での再放送の際には本来予定されていた物を正常に放送した。

### 枠拡大・延長
- 2005年10月8日放送分は20時から180分にわたる放送を行った。21:00 - 23:00は通常放送だが、20:00台は「アニスパ!秋の大運動会」と題して、元スタッフの「大野雄二」こと大野行男と、当時スタッフの原口五右ェ門、菊池ルパンの3人がリスナーからのリクエスト内容で選曲した曲をかけバトルをするという企画をした。優勝したのは大野雄二（BSQRでは、eXtendedMusicにて後日放送した。）。
- 2005年12月31日放送分は「A&G 超RADIO SHOW〜アニスパ!〜2006年カウントダウンスペシャル!」として240分にわたる放送を行った。この放送内で2005年の重大ニュースを振り返ったり、アニスパアワードを決定。その他鷲崎がスタジオでギターの弾き語りを行った。また阿部玲子、宮崎羽衣、近江知永の3人が秋葉原や花園神社などに向かい年越しの様子の中継を行った。前出のように浅野の問題発言も飛び出した。
- 2006年7月22日放送分は東京・四谷の文化放送旧社屋からの最後の放送となった。これに合わせこの日は、この番組の後枠の番組『A&Gメディアステーション こむちゃっとカウントダウン』と180分の連動番組として放送され、パーソナリティーとしてアニスパ側から浅野・鷲崎、こむちゃ側から櫻井孝宏・小清水亜美の4人が出演した。文化放送 A&Gゾーンで放送された昔の番組の特集や、旧社屋内に眠るアニメ&ゲームゾーンに関連するアイテム探し等が行われた。その他、アニスパ企画室のコーナーでは櫻井・小清水が、milk rings（浅野・鷲崎のユニット）をインタビューした。
- 2008年度の日本シリーズの時は（2008年11月8日）、中継は22:00までになり番組も関東エリアでは60分となった。ただし、文化放送制作日本シリーズ中継をネット受けする局は少なく、当番組ネット局でも日本シリーズ中継をしない局があったため、21:00からの60分は秋田・茨城・長崎の各エリア向けに鷲崎・浅野のフリートークを放送し、それについて関東エリアでも説明があった（あまりにも浅野が疲れているような声を出したため）。
- 2010年11月6日の放送は、『文化放送スポーツスペシャル・日本シリーズ第6戦 中日ドラゴンズ×千葉ロッテマリーンズ』が5時間43分にもわたる試合を完全中継（こちらの項も参照）したため、開始が番組史上最も遅い翌7日0:00からの放送となり、放送時間枠も最短の30分となった。しかし、番組自体は21:00から「超!A&G+」とネット局向けに放送されており、超!A&G+の文化放送同時ネット枠に対応するため、24:00まで放送（22:00以降は挨拶も「でじすぱっぷ〜」となった）、終了後も文化放送でのオープニングと超!A&G+で放送した「アニスパ企画室」を一部つまんだ形で放送した（合計210分の放送）。番組はキューシートの内容がほぼ吹っ飛んだために、ひたすらリスナーからのメッセージを消化するフリートークのみとなり、デジタルでのエンディングは、デジタルで3時間フリートークで放送をやり遂げたという意味合いで、『サライ』が流れた。浅野も文化放送でのエンディングで「今日はグランドフィナーレだ」と発言している。以後の対応としては、後続の『こむちゃ』は通常通りの60分枠で放送、7日0:00 - 1:30の3本の番組が休止、リピート放送はデジタル版のフリートーク、「アニスパ企画室」計3時間分と地上波版のエンディングを編集したものを放送した。

### 記念回
まれに以下の様にゲストパーソナリティを招いて放送したり、50回程度ごとに節目の記念番組を行うことがある。
- 2006年2月25日放送分は放送100回記念、2008年1月26日放送分は放送200回記念、2011年2月26日放送分はキリの良い数値ではないが第361回に、それぞれの記念として「アニスパ!名言珍言集」を放送。リスナーからもう一度聞きたい名言珍言を募って放送した。ちなみに200回記念でリクエスト放送されたほとんどの名言は浅野の発言であった。
- 2007年2月10日の放送は150回記念に合わせて、横浜アリーナでのライブを目前に控えた水樹奈々を迎え、初の3人パーソナリティー体制で2時間放送された。この日の番組名は「A&G 超RADIO SHOW〜ナナスパ!〜」とされ[36]、番組中は水樹のアルバム『THE MUSEUM』の楽曲が流され、水樹を交えたジングルも流された。
- 2008年5月31日から6月9日まで、放送開始から5年を迎えやる事を大体やったとし、Webでリスナーからのアンケートを実施した。その結果、2008年6月14日放送分にリスナー投票で1位になった小林ゆうがノンプロモーションゲストとして登場し、途中より「A&G 超RADIO SHOW〜コバスパ!〜」と題してパーソナリティに加わった。
- 2009年1月10日放送分では放送250回記念に合わせて坂本真綾が2時間通してゲストに登場。この回はマヤスパ!として放送され、坂本は「アニスパ!ニュースデスク」にも参加した。
- 2009年12月26日放送分では放送300回記念として、モバちゃんで50ポイント（とそれに近いポイント）を貯めたリスナーを文化放送メディアプラスホールに招待し、公開生放送「アニスパ!放送300回記念 120分3本勝負」を開催。番組初となる動画配信が超!A&G+で行われた。大日本プロレスの協力の元、メディアプラスホールにプロレスのリングが設けられ、鷲崎・浅野がタッグを組み、対戦相手と2009年の「不満・うっぷん」を言い合うリングパフォーマンス対決を行った。またリスナーから寄せられた不満・うっぷん・放送300回までの鷲崎・浅野の名言珍言も読み上げられた。対戦相手は1ラウンド目がデジスタチーム（大亀あすか、日笠陽子）、2ラウンド目がこむちゃチーム（櫻井孝宏、井口裕香）。3ラウンド目は鷲崎VS浅野の対決が行われた。同会場ではラジオ放送前の20時より会場に入ったリスナーの為に、大日本プロレスの面々や春日萌花によるプロレスの試合が行われた。ちなみに、この会場の舞台照明は鷲崎の兄で照明デザイナーの鷲崎淳一郎が担当し、入場アナウンスは浅野と同じ青二プロダクション所属のレニー・ハートが担当した。
- 2011年12月3日放送分では放送400回記念として、milk ringsのCDについていた応募券を送り、当選したリスナー50人を文化放送メディアプラスホールに招待し、公開生放送を行った。オープニングでは鷲崎が『Mr.DJ!』のプロモーションビデオで使用したマイクのコスチュームを着て登場したが、脱ぐのにかなりの時間がかかり、オープニング終了から「アニスパ!からのお知らせ」の終わるまで浅野一人で行われた。またゲストとしてきていた椎名高志から、浅野・鷲崎を描いた色紙がプレゼントされ、翌放送分でリスナー10人に抽選でプレゼントされた。
- 2015年3月21日放送分では、最終回直前の記念として東京・竹橋の科学技術館「サイエンスホール」にて公開生放送が行われた。ゲストはノンタイアップで堀江由衣と坂本真綾。

### その他
- 2004年5月15日放送分で、番組の挨拶アイディアを募集した結果、『アニスパップー』に決定した。短縮形は『パップー』である。
- 2005年6月11日放送分で、とある漫画家からのFAXが番組内で読み上げられ大喜びした。しかしその後、騙り謝罪をにおわせる自己申告メールが読まれ、そのFAXに連絡先が記載されていたため番組スタッフが連絡を取ったところ、常連リスナーがその漫画家・藤木俊を騙ったネタFAXだったことが判明。番組側からは、そのFAXには「アニスパネーム藤木俊」との記述であり、イラストも雑だったことも語られた。このリスナーは番組内で電話謝罪し、番組から翌週の投稿禁止を言い渡され、更に番組終了間際に「安田大サービス」というペンネームに強制変更され、以後、文化放送の各番組でこれ以外のペンネームでは投稿を受け付けないという厳しいペナルティがとられた。その後、この行為を模倣してメールを送ったリスナーが後に続いたため、こちらも「エロダトピア」というペンネームに強制変更した。
- 番組内でWikipedia自体について触れられることがあった。2006年2月4日放送分で浅野が「金朋ふしぎ発見」のコーナーにて初代金朋クイーンに輝いた際、鷲崎が「今日からWikipediaの浅野の項に『初代金朋クイーン』って入るんだよ」と発言したことが引き金となり浅野の項に「初代金朋クイーン」の記事が追記され、このことがリスナーからのメール投稿によって番組エンディングで話題となった。これによりこの放送以降浅野の項は編集合戦状態になりウィキペディアンによってアニスパに苦情のメールが出されたため、放送中にWikipediaの話題が上ることは少なくなった。
- しばしば、この番組の後枠の番組『A&Gメディアステーション こむちゃっとカウントダウン』と比べて、こむちゃに来るゲストがこの番組にゲストとして来てくれない人が多い事や、こむちゃのほうが差し入れのお菓子が豪華だという一方的な理由で、浅野と鷲崎の2人で「こむちゃこの野郎!」等と冗談めかして発言することがある。
- 2006年3月25日放送分では23時からBSQRで閉局特番『アニ〜スパらじ』を放送するため、番組終了前に浅野と鷲崎がスタジオを後にしたため急遽番組のサブ作家坂本が番組を閉めた。
- 2006年4月1日放送分では文化放送でのみ野球中継が延長したため、中継終了までの間はネット局である茨城放送とラジオ沖縄でのみ放送が行われた。ちなみにナイターシーズン入りや前述のBSQR閉局のためこの両局以外のネット放送は前週で全て終了しており、両局においてもこの日が最後の放送だった。
- 2009年4月の番組編成改編でアニスパが終了しそうだったことを番組中で明かした。スポンサーがついたため放送は継続することになったが、これに起因して3月28日の放送ではアニスパ5周年を振り返るというテーマで、番組前半に若干最終回チックな演出がなされた。
- 2009年11月28日放送分で、リスナーからの投稿により、秋田放送のタイムテーブルで浅野がアシスタント扱いであることが発覚。浅野は「あたし、『ごくじょうラジオ』とか『まにあっく倶楽部』とか出たんだよ?」とコメント。すると同時に送付された写真から鷲崎が「アニメスパ!」と略されていることを発見。その後はそれらを弄り倒すように番組を進行した。ちなみにこの誤植は2008年・2009年・2010年と3年連続である。
- 2011年3月12日は、前日に発生した東北地方太平洋沖地震（東日本大震災）関連のNRN報道特別番組のため、ネット局・超A&G+を含めて全面休止。ネット局も文化放送制作の報道特別番組をそのままネットした。
- 2012年5月26日放送分にて、『這いよれ!ニャル子さん』の劇中にアニスパが登場し、鷲崎・浅野共に本人役として登場することが告知された。放映回は未発表であるが、内容は『アニスパ!』で松来未祐が演じるクー子の投稿したふつおたが紹介される、という物[37]。ちなみにそのふつおたの内容は松来自らが考えたものである。
- 2014年12月7日放送分で、アニスパ!が2015年3月一杯で終了することが発表された。ちなみに翌日の12月8日はパシフィコ横浜で文化放送のA&Gラジオの総合イベント「A&Gオールスター2014」が開催され、2011年より開催された同イベントにてアニスパ!の参加は2014年が最後となった。
- 2015年2月28日放送分にて、アニスパ!放送終了に伴いmilk ringsが解散した。以降番組内で何度かmilk ringsの曲が流れたが、「すでに解散したユニットです。」と紹介された。
- アニスパ!経済特区とは別で、浅野または鷲崎の関連商品が発売する際は、臨時の通販コーナー・『あさネットあさの』（浅野）か『たけネットたけし』（鷲崎）が行われる事がある。

## ゲスト
ゲストは基本的に「一撃A&G」と「アニスパ企画室」の2つのコーナーに呼ばれ、一回の放送で両方のコーナーが放送される場合は基本的には別のゲストが呼ばれるが、まれに両方のコーナー通して同じゲストが呼ばれる時もある。また「アニスパ経済特区」の他、オープニングやエンディングにもゲストが呼ばれる事（ゲスト扱いの出演者）がある。
以下において、「-」はゲストなし、「休止」はコーナー自体が行われなかった、黒字で名前が記されたものは出演経験者（ユニット・別名義での出演含む）などの意。放送時間の欄の括弧内の時間は文化放送系の放送局ではナイター中継の延長で放送されなかったが、超!A&G+内で放送されていた時間を指す。

### フロート番組内ゲスト
鷲崎健のお話トレジャーボックス（2012年3月 - 4月）
- 2012年3月17日・3月24日：ゆかな
- 2012年3月31日・4月7日：田中真弓
- 2012年4月14日、4月21日：森田成一

鷲崎健のアゴヒゲ屋（2012年5月 - ）
乗り込め!あさのタクシー（2013年10月 - 12月）
- 2013年10月5日・12日：神田朱未
- 2013年10月19日・26日：阿澄佳奈
- 2013年11月2日・9日：たかはし智秋
- 2013年11月16日・23日：三澤紗千香
- 2013年11月30日・12月7日：桑島法子
- 2013年12月14日・21日：堀江由衣
- 2013年12月28日：佐藤利奈

Radio Cross Returns（2014年10月 - 12月）
- 2014年10月4日・11日：佐倉綾音
- 2014年10月18日・25日：早見沙織
- 2014年11月1日・8日：間島淳司
- 2014年11月15日・22日：佐倉綾音
- 2014年11月29日・12月6日：伊瀬茉莉也
- 2014年12月13日・20日：代永翼
- 2014年12月27日：佐倉綾音

## テーマ曲

### オープニングテーマ
- Carnival／milk rings（#1〜#105、#261）
- OPENING!／milk rings（#106〜#209）
- マハラジャになりたい!!／milk rings（#210〜#377）
- MR.DJ!／milk rings（#378〜#573）

### エンディングテーマ

#### レギュラー
- ユメレッシャ／milk rings（#1〜#71、#261）
- 散歩道／浅野真澄（#72〜#105）
- 日曜日／milk rings（#106〜#209）
- まぶたのくに。／milk rings（#210〜#377）
- Sunny Rain／milk rings（#378〜#573）

#### 一回限りの別曲
- Komm, süsser Tod〜甘き死よ、来たれ（#149）
- KiraKira☆メロディ学園のテーマ／KiraKira☆メロディ学園（#178）
- ギター弾きになりたいな／坂本真綾（#250）
- 帰るから／blue drops（#346）

## 復活特番
『文化放送開局70周年記念特別番組「A&G 超RADIO SHOW～アニスパ!～」』として2021年9月9日（木）19:00 - 21:00の放送枠で放送。

### ゲスト
19時台（一撃!A&G）
長久友紀（イヤホンズ）
20時台（アニスパ企画室）
佐倉綾音

### 箱番組
- ANISPA SUPER LISTENER SHOW～エモスパ！～（山本希望、YURiKA）

### テーマ曲
オープニングテーマ
MR.DJ!／milk rings
エンディングテーマ
Sunny Rain／milk rings

## イベント
- アニスパ!トークショー in 文化学院オープンキャンパス（2008年8月2日）
- アニスパ!トークショー in 文化学院（2009年6月6日）
- アニスパ!トークショー in 文化学院（2010年4月4日）